# Stade de la ville d'Arezzo
Le Stade de la ville d'Arezzo (en italien : Stadio Città di Arezzo), auparavant connu sous le nom de Stade communal d'Arezzo (en italien : Stadio Comunale di Arezzo), est un stade de football italien situé dans la ville d'Arezzo, en Toscane.
Le stade, doté de 13 128 places et inauguré en 1961, sert d'enceinte à domicile à l'équipe de football de la Società Sportiva Arezzo.

## Histoire
Inauguré le 24 septembre 1961 pour remplacer le vieux stade de la ville, le stade, appartenant à la commune, était appelé le stade communal d'Arezzo jusqu'au 18 novembre 2006.
À ses débuts, la seule tribune couverte est surnommé Maratona. Le 28 février 1965, à l'occasion du match US Arezzo-SS Ternana Terni (1-1), est inaugurée le virage nord, destiné aux supporters de l'équipe extérieure. Le nombre de places était de 8 000 avant l'ouverture de ce virage.
Une piste d'athlétisme est inaugurée en 1967.
Le 19 septembre 1982 est inauguré le virage sud lors d'un 0-0 entre Arezzo et l'US Foggia.
Des rénovations sont entreprises en 1992 à l'occasion de la visite du Pape Jean-Paul II au diocèse d'Arezzo-Cortone-Sansepolcro (les 19 et 20 décembre 1992). La salle de presse, les vestiaires et les couloirs d'accès sont rénovés, ainsi que la tribune centrale, permettant ainsi au Pape de célébrer une messe le dernier jour de la visite (en plus des renforcements des mesures de sécurité).
En 2004, en raison de la promotion d'Arezzo en Serie B et de la nette augmentation de la fréquentation du stade, le stade est à nouveau rénové, et le virage sud est entièrement reconstruit.

## Tribunes
- Virage sud (supporters locaux) : 3 450 places.
- Tribune couverte : 3 200 places.
- Virage nord (supporters extérieurs) : 800 places.
- Tribune Maratona : fermée depuis 2011.

## Événements

### Divers
- 1992 : messe du pape Jean-Paul II.
- 1996-2006 : Festival de musique d'Arezzo Wave.

### Matchs internationaux de football
| Date             | Compétition                                | Équipes              | Affluence |
| ---------------- | ------------------------------------------ | -------------------- | --------- |
| 18 mai 1990      | Match amical (préparatifs du mondial 1990) | Italie 3-0 AS Cannes | -         |
| 28 novembre 1993 | Match amical                               | US Arezzo 1-9 Italie | -         |

## Galerie

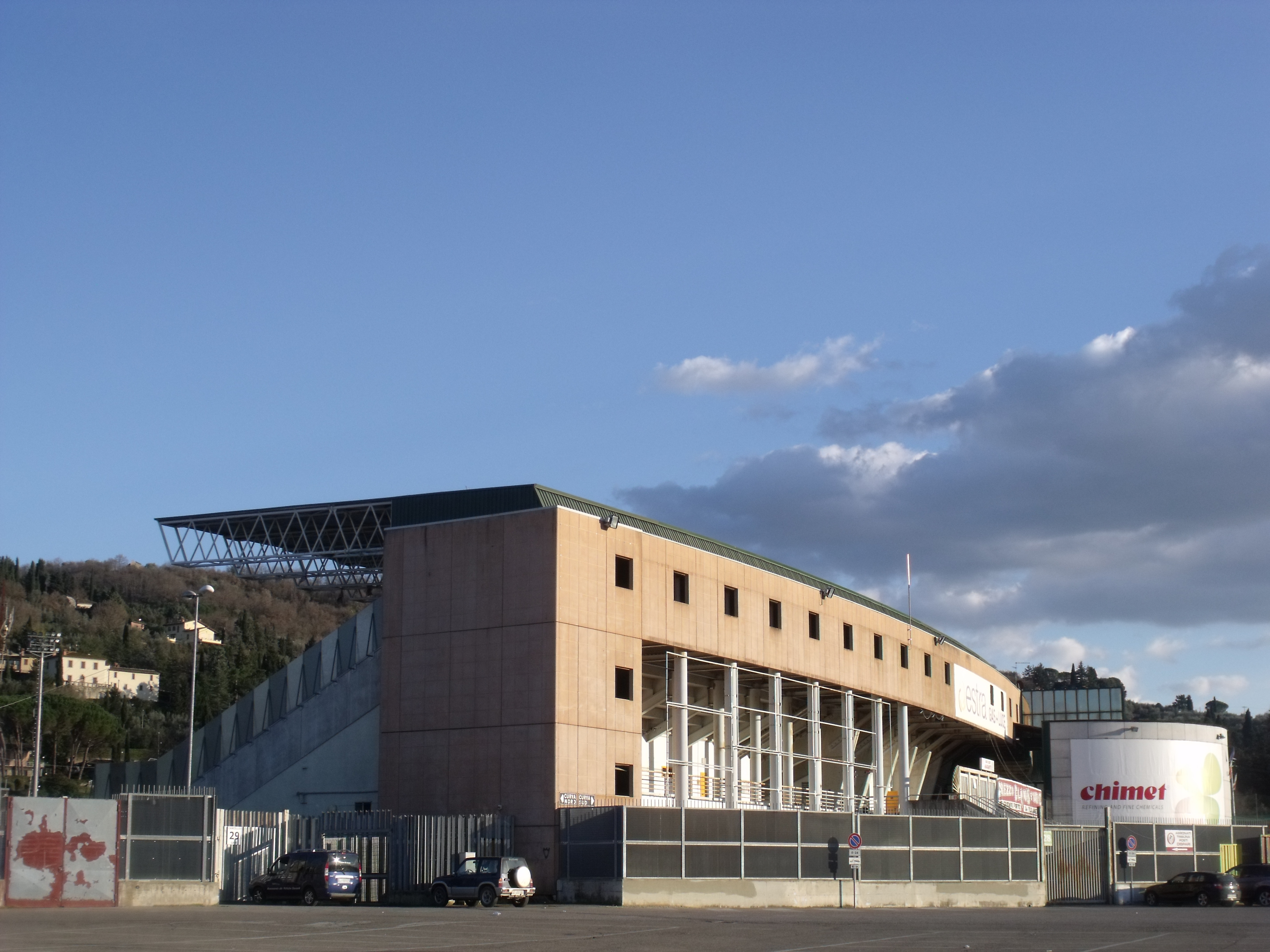
Stade vu de l'extérieur.
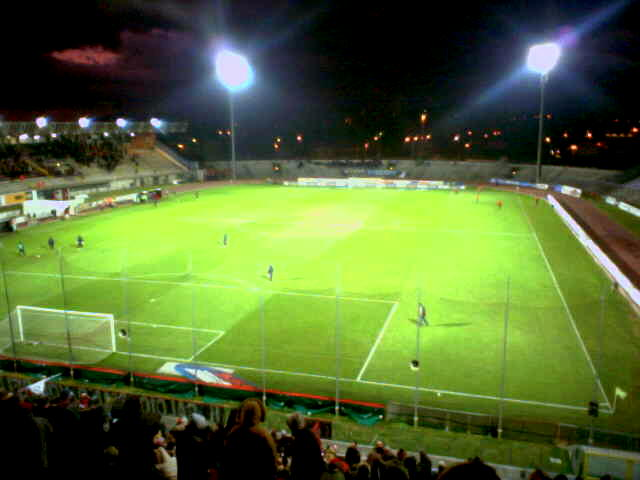
Vue du terrain pendant un match la nuit.